# Творог

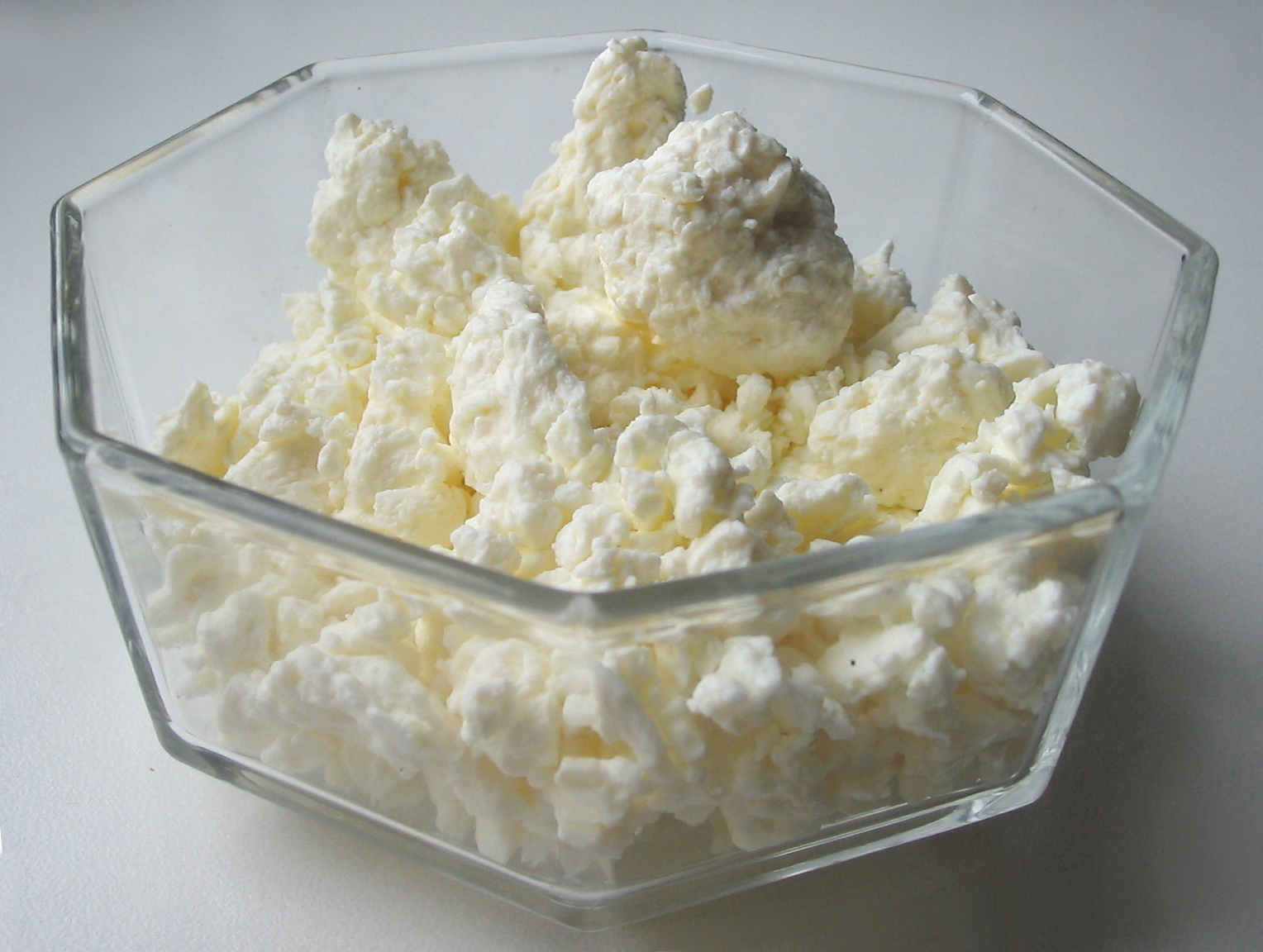
Творог зернёный

Творо́г или тво́рог — нежидкий кисломолочный продукт белого цвета, традиционный для Восточной, Северной и (реже) Центральной Европы, получаемый сквашиванием молока с последующим удалением сыворотки. Официально принято классифицировать творог, выработанный традиционным способом, по содержанию в нём жира. Согласно ГОСТу РФ, по физико-химическим показателям творог подразделяется на следующие категории: обезжиренный, нежирный, классический и жирный. Также по способу изготовления выделяют такие виды творога, как простой, мягкий, а также зернёный творог, который является разновидностью творога пониженной жирности.
Молокосодержащий продукт с заменителем молочного жира, произведённый в соответствии с технологией производства творога, называется не творогом, а творожным продуктом. В Германии, к примеру, производят творог с льняным маслом, который содержит менее 0,5 % животных жиров, а значит и холестерина, но зато содержит ненасыщенные жирные кислоты, такие как альфа-линоленовая кислота. Поэтому такой продукт может быть полезен для профилактики сердечно-сосудистых заболеваний.
На территории бывшего СССР творог изготовляется и непосредственно употребляется пресным или сладким, в остальных странах Восточной и Центральной Европы — пресным или солоноватым, в Северной Европе — солоноватым. В небольшой мере творог употребляется в Великобритании, Северной Америке, Японии и практически полностью отсутствует в Южной Европе и других местах мира.
Слова «творог» и «сыр» в современном русском языке разделяются. В древнерусском, украинском, сербском и некоторых других славянских языках слово «сир» означает как собственно сыр, так и творог, поэтому продукты из творога до сих пор часто называют «сырными» (например, сырники — украинизм взамен русскому «творожники», см. укр.  «сир»). В англоязычной культуре творог считается сортом молодого мягкого сыра, тогда как в современной русскоязычной среде творог обычно сортом сыра не считается.

## Этимология и ударение

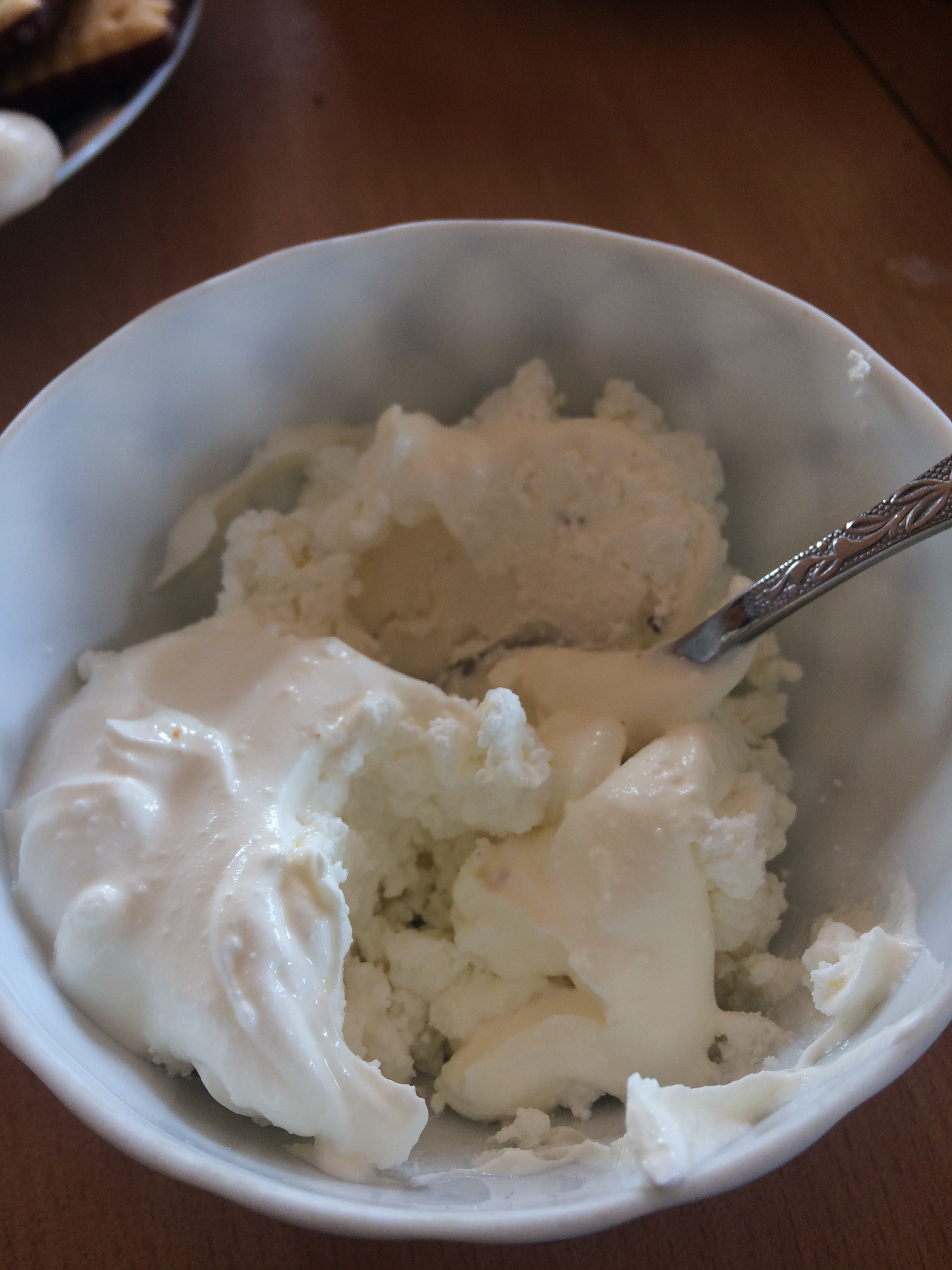
Творог со сметаной и сахаром

Происходит от праслав. *tvarogъ — от той же основы, что и творить, то есть переработанное молоко.
Многие словари указывают два ударения в слове «творог», однако в нормированной речи, в частности на радио и телевидении, а также в ряде справочников ударение на второй слог считается предпочтительным.

## Виды творога

### По способу приготовления (производства)
Существует два способа производства творога — традиционный (обычный) и раздельный.
По способу свёртывания белков молока при традиционном способе творог подразделяют на кислотный и кислотно-сычужный.
- Кислотный творог готовят, как правило, из обезжиренного молока. При этом белок свёртывается под действием молочной кислоты, которая образуется в процессе молочнокислого брожения, развивающегося в результате внесения заквасок в молоко.
- Кислотно-сычужный творог отличается от кислотного тем, что при его выработке для свёртывания белков молока применяют одновременно сычужный фермент (или пепсин) и закваски молочнокислых бактерий.

- Раздельный способ отличается от обычного тем, что очищенное молоко сепарируется в целях получения обезжиренного молока и сливок, массовая доля жира в которых составляет 50—55 %. Из обезжиренного молока получают обезжиренный творог. При этом для получения сгустка используется кислотно-сычужная коагуляция белков молока. Обезжиренный творог охлаждается и смешивается со сливками.

### По свойствам
- Жирный (19—23 %).
- Классический (4—18 %).
- Полужирный (нежирный) (1,8 %)[14].
- Обезжиренный.

### По наполнителям
- С добавками (изюм, сухофрукты, орехи, цукаты, шоколадные крошки и т. п.).
- Кальцинированный.

## Изготовление

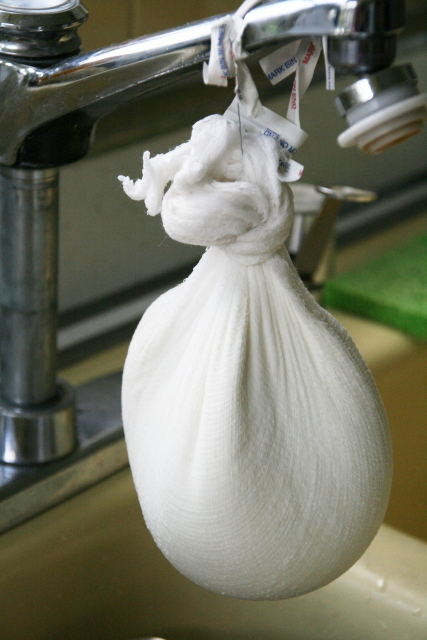
Традиционный способ изготовления творога

Традиционный способ изготовления творога подразумевает использование сбродившего молока с отделением (отжимом) жидкой молочной сыворотки в свободно висящих тканевых мешочках. Готовый творог имеет плотную консистенцию, на разломе ровные края, отделяемая сыворотка — прозрачная, чуть зеленоватого оттенка. При использовании переквашенного молока творог получится кислым.
Процесс промышленного изготовления творога выглядит так: молоко нормализуют (задают нужную жирность), пастеризуют и наливают в ванны (ёмкости). В ваннах поддерживается определённая температура (30—34 °С), необходимая для оптимального протекания процессов. В тёплое молоко вносят закваску и возможно необязательное добавление пепсина. Спустя некоторое время (среднее время закваски 8 часов) в ванне образуется творожное зерно, которое образует монолит (белки молока коагулируют и выпадают в осадок, образуя липкую массу). При этом начинает отделяться сыворотка — прозрачная желтоватая жидкость, побочный продукт производства. Для большего отделения от сыворотки белковой массы её нагревают до 40—45 °С.
На завершающем этапе творожный монолит разрезается струнами на мелкие кусочки для того, чтобы увеличить площадь поверхности и облегчить отток сыворотки. Далее творожное зерно отжимают и охлаждают. В конце технологического процесса происходит расфасовка творога.

## Массовый состав и энергетическая ценность
По данным Справочника по диетологии 1981 года творог содержит:
|                                   | творог жирный | творог полужирный | творог нежирный | творог диетический |
| --------------------------------- | ------------- | ----------------- | --------------- | ------------------ |
| вода                              | 0,647         | 0,710             | 0,777           | 0,700              |
| белки                             | 0,140         | 0,167             | 0,180           | 0,160              |
| жиры                              | 0,180         | 0,090             | 0,006           | 0,0011             |
| углеводы (лактоза)                | 0,013         | 0,013             | 0,015           | 0,010              |
| зола                              | 0,010         | 0,010             | 0,012           | 0,010              |
| натрий (10-5)                     | 41            | 41                | 44              | 41                 |
| калий (10-5)                      | 112           | 112               | 115             | 112                |
| кальций (10-5)                    | 150           | 164               | 176             | 160                |
| магний (10-5)                     | 23            | 23                | 24              | 23                 |
| фосфор (10-5)                     | 217           | 220               | 224             | 224                |
| железо (10-5)                     | 0,4           | 0,4               | 0,3             | 0,3                |
| витамин A (10-5)                  | 0,10          | 0,05              | Следы           | 0,06               |
| β-каротин (10-5)                  | 0,06          | 0,03              | Следы           | 0,03               |
| витамин B1 (10-5)                 | 0,05          | 0,04              | 0,04            | 0,04               |
| витамин B2 (10-5)                 | 0,30          | 0,27              | 0,25            | 0,27               |
| витамин PP (10-5)                 | 0,30          | 0,40              | 0,64            | 0,40               |
| витамин C (10-5)                  | 0,5           | 0,5               | 0,5             | 0,5                |
| витамин E (10-5)                  | 0,38          |                   |                 |                    |
| витамин B12 (10-7)                | 1,0           |                   |                 |                    |
| фолиевая кислота (10-7)           | 35,0          |                   |                 |                    |
| медь (10-7)                       | 74            |                   |                 |                    |
| цинк (10-7)                       | 394           |                   |                 |                    |
| фтор (10-7)                       | 32            |                   |                 |                    |
| энергетическая ценность (ккал/кг) | 2260          | 1560              | 860             | 700                |
| энергетическая ценность (кДж/кг)  | 9450          | 6520              | 3600            | 2930               |

## Применение в кулинарии
Перед применением творога для изготовления кулинарных блюд его, как правило, протирают или пропускают через мясорубку. Блюда с содержанием творога готовят отварными, запечёнными, жареными. Собственно творог часто подают со сметаной, ряженкой, фруктами, ягодами, мёдом или сладким соусом.
- Сырники
- Ватрушки
- Чизкейк
- Вареники
- Пасха
- Творожная запеканка
- Творожная масса
- Творожный сырок, часто глазированный шоколадом
- Курут (сушёный творог)

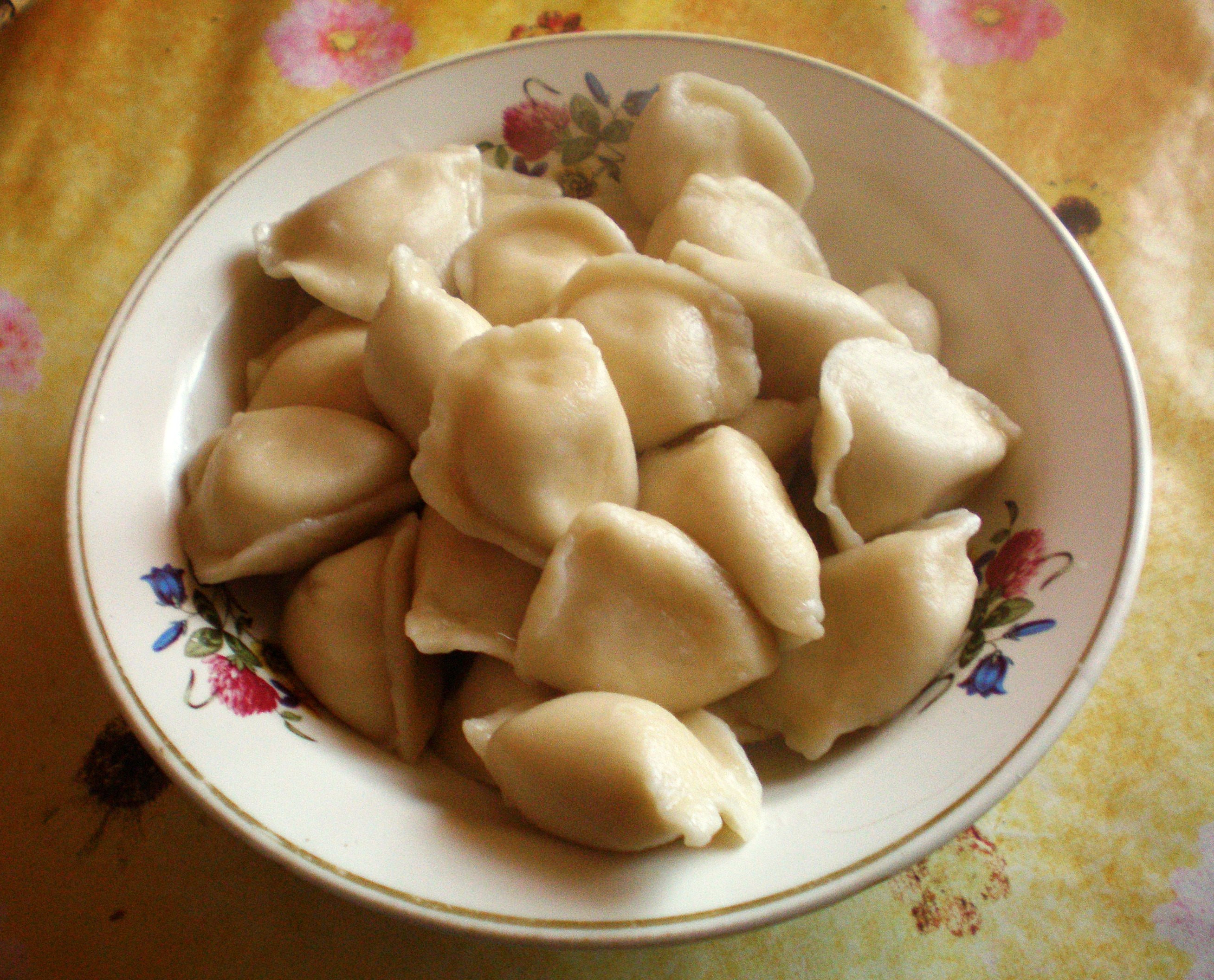
Вареники
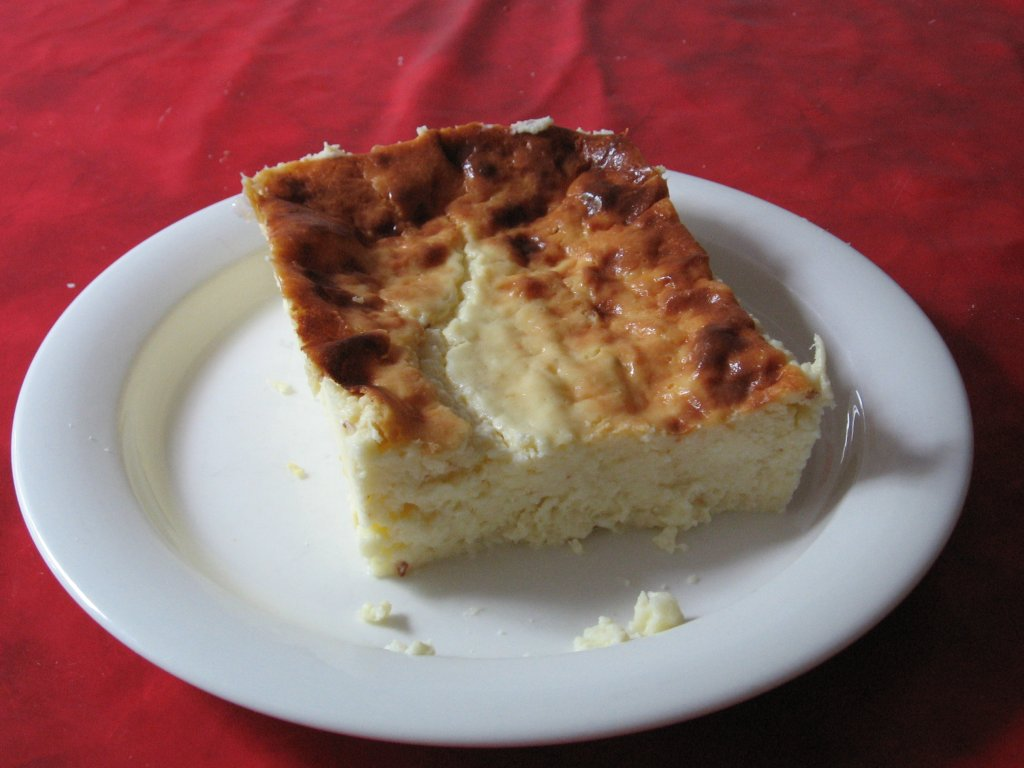
Творожная запеканка
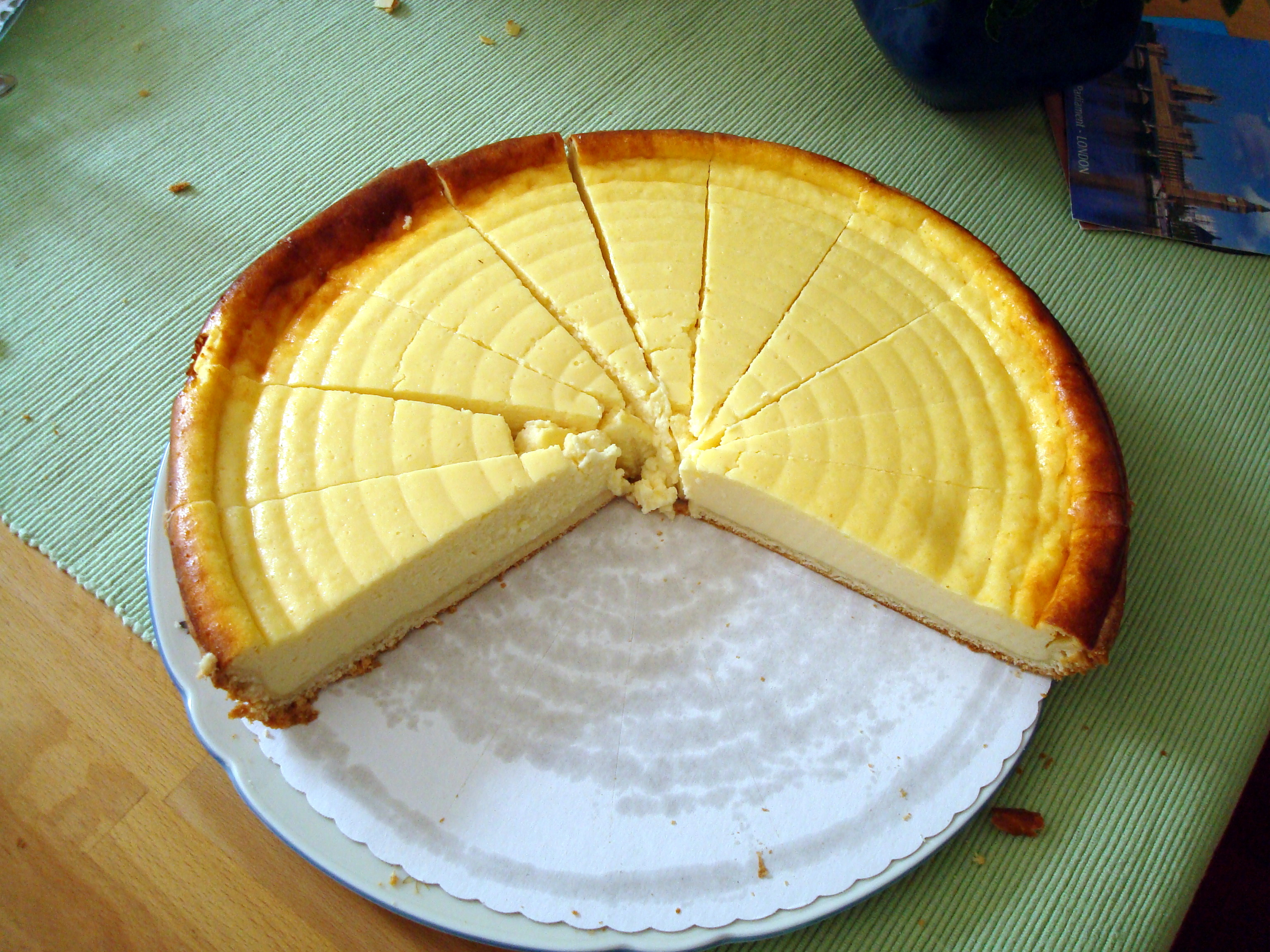
Чизкейк (нем. Käsekuchen)
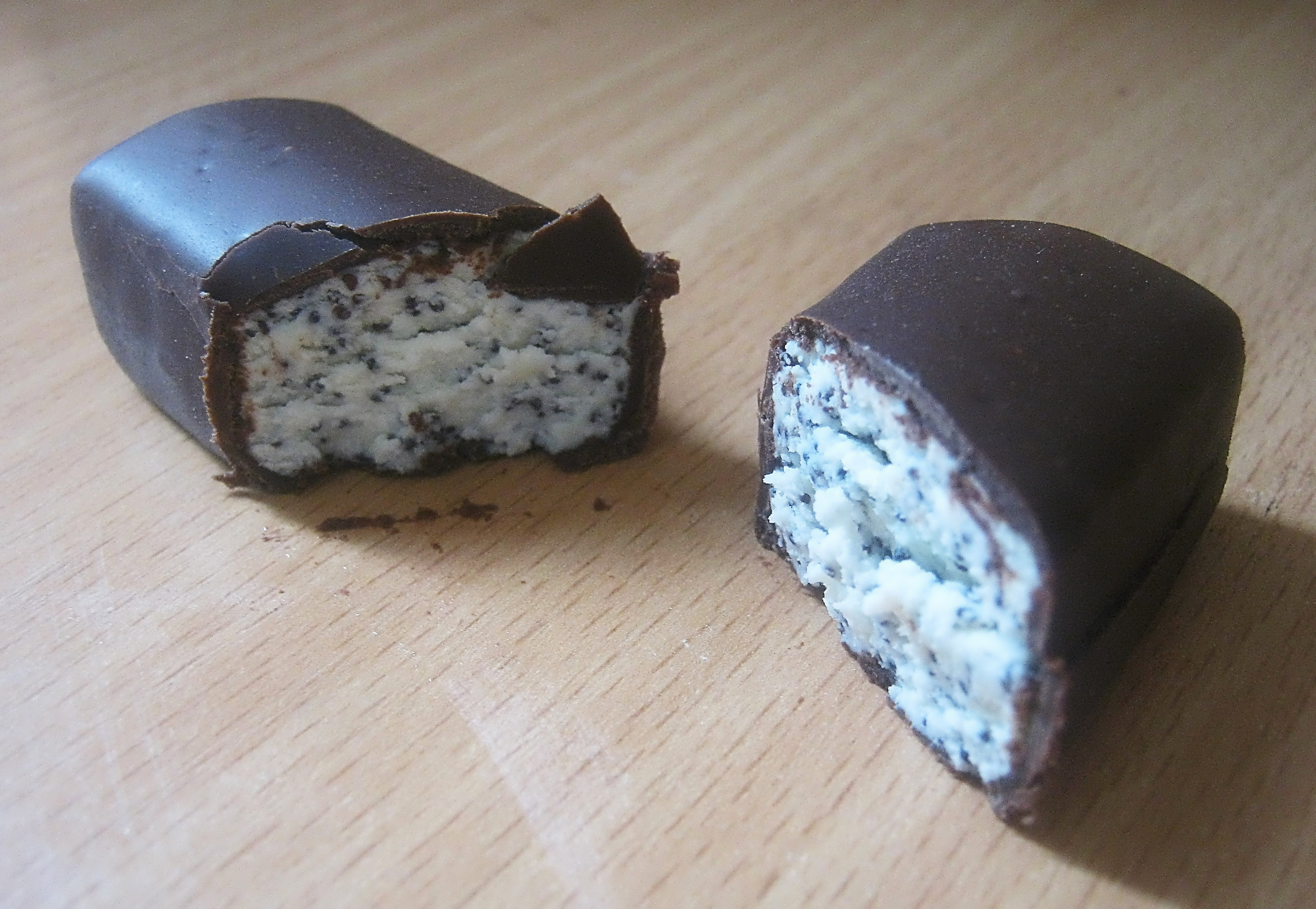
Творожный сырок с шоколадной глазурью
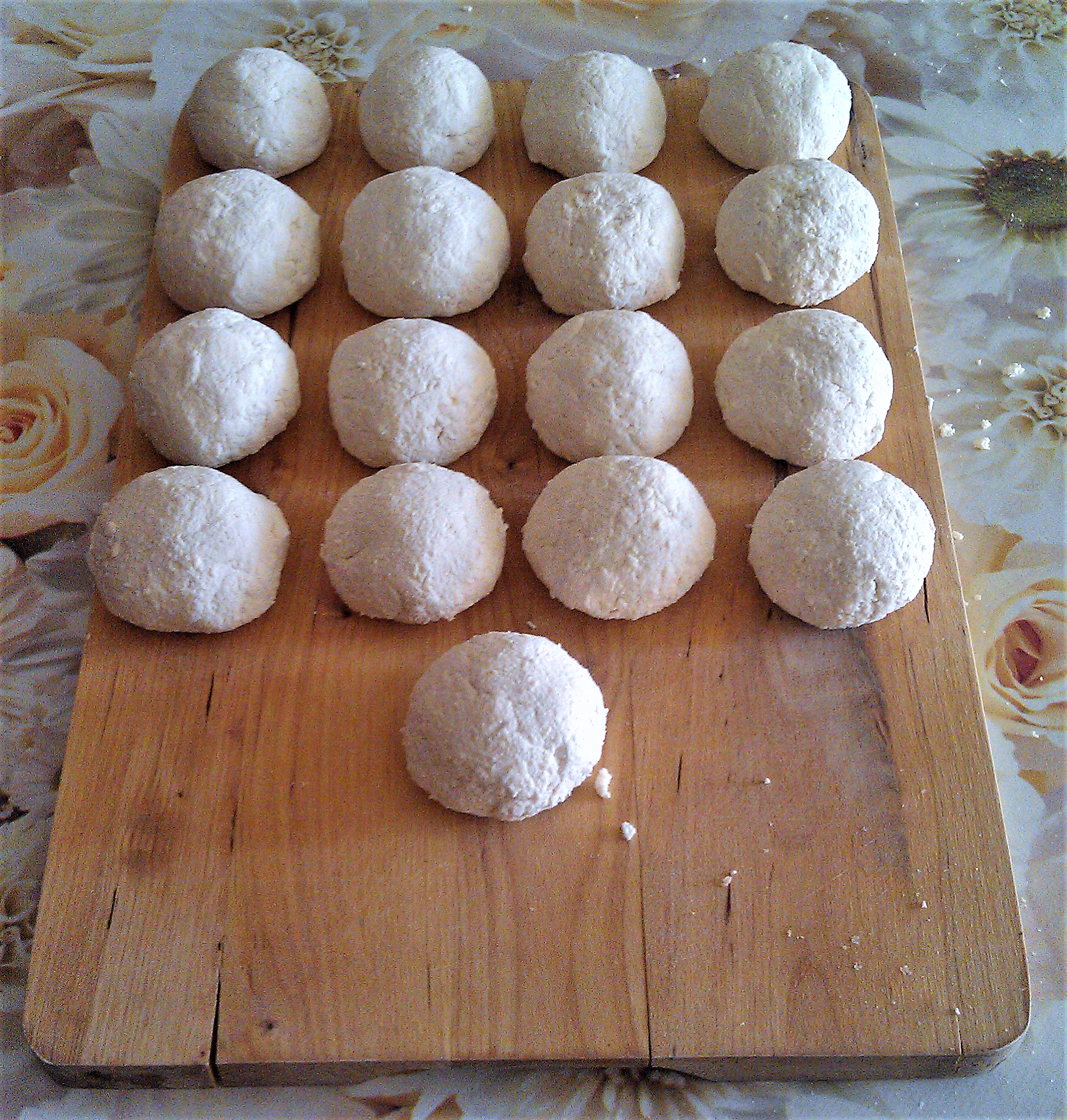
Курут — сушёный творог
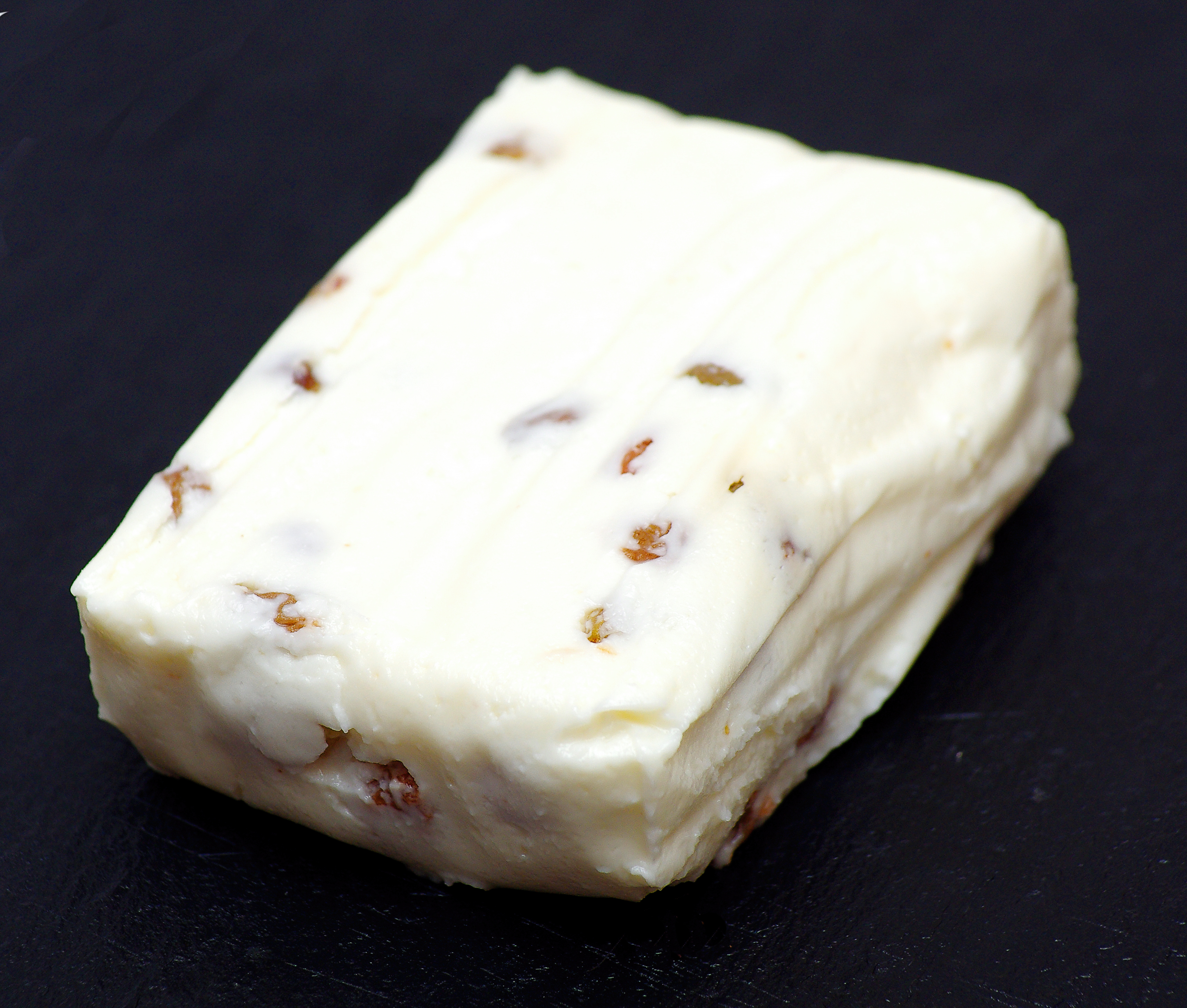
Сырок творожный неглазированный с изюмом

## Использование в лечебном питании

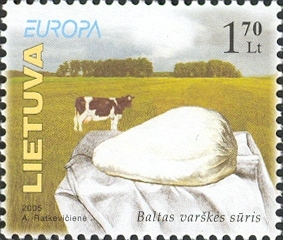
Почтовая марка Литвы, посвящённая традиционному творогу

Творог является одним из наиболее богатых источников полноценного белка. Благодаря денатурации молочный белок становится более доступным для расщепления протеолитическими ферментами, поэтому творог легко усваивается.
Творог содержит большое количество кальция в легкоусваиваемой форме, а также витамины В1, В2, РР, С и другие. Способствует образованию гемоглобина, улучшает регенеративную способность нервной системы, укрепляет костную и хрящевую ткань.
Оказывает выраженное диуретическое действие.
Экспериментально установлено, что на творог выделяется в несколько раз меньше желудочного сока, соляной кислоты и ферментов, чем на сквашенное и цельное молоко.
Ввиду всего вышеизложенного творог очень широко употребляется в диетическом, а также детском и спортивном питании, а также в диетах при лечении ожирения, заболеваний сердца, печени, атеросклероза и гипертонии, так как обладает липотропным свойством (улучшает жировой обмен).

## Использование в религиозных ритуалах
Христианская церковь первых веков

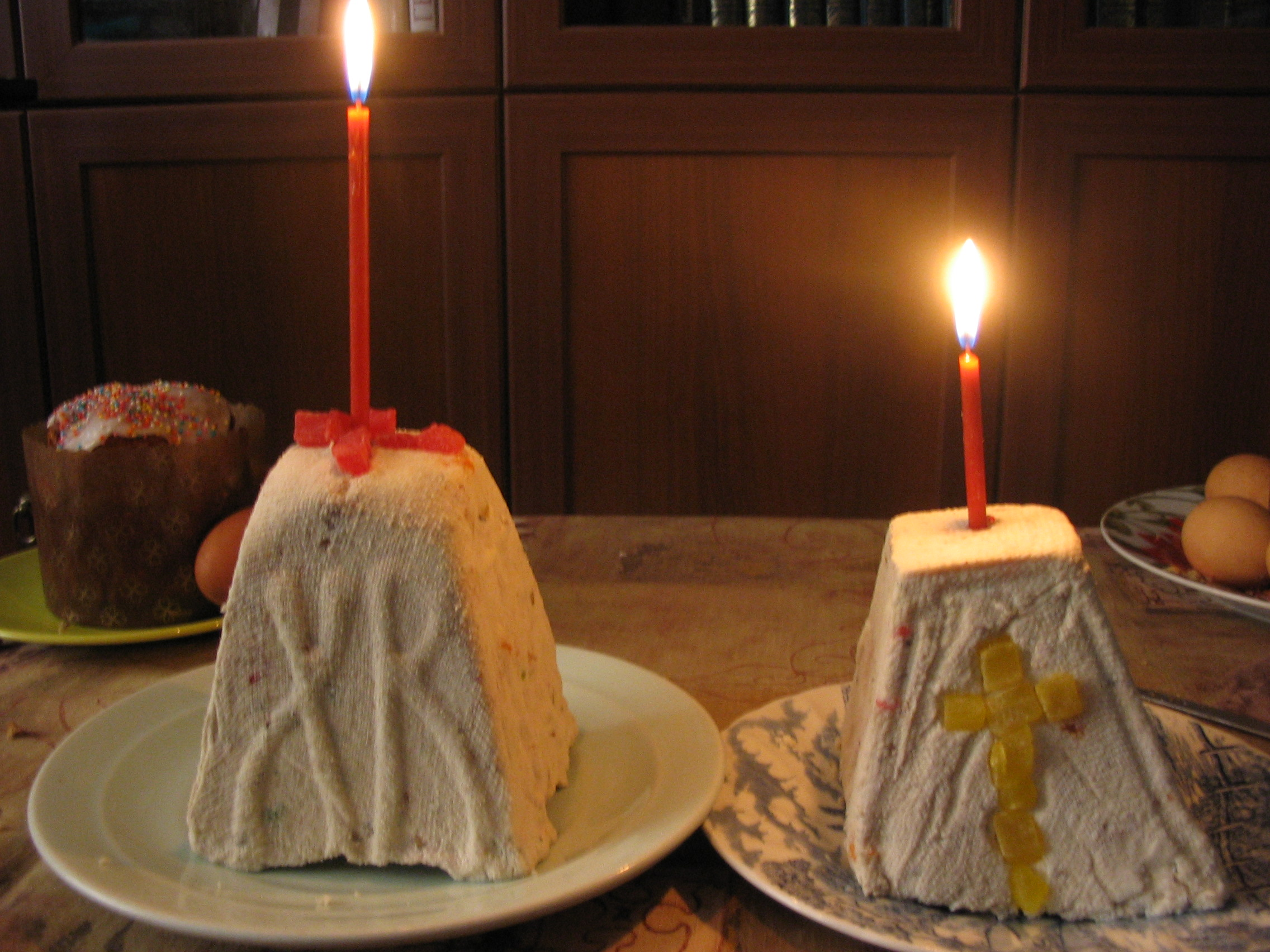
Пасха

В ряде христианских церквей первых веков имелись ритуальные запреты на употребление творога в летний период.
В «Апостольском предании» — руководстве первых христиан — приводятся ритуальные формулы с игрой слов, произносившиеся при освящении творога: «Освяти молоко сие, которое свернулось, и освяти нас, связывая своей любовью».
Русская православная церковь
В центральных и северных регионах России существует обычай готовить на Пасху особое блюдо из творога — пасху, которое освящается в церкви.